# Wieting (Gemeinde Klein Sankt Paul)
Wieting ist eine Ortschaft in der Gemeinde Klein St. Paul im Bezirk Sankt Veit an der Glan in Kärnten (Österreich). Die Ortschaft hat 210 Einwohner (Stand 1. Jänner 2024).

## Lage
Das Haufendorf um die Propstei liegt im mittleren Görtschitztal an der Görtschitztal Straße (B92), auf dem Gebiet der Katastralgemeinde Wieting.

## Geschichte
Im Bereich der heutigen Ortschaft bestand zumindest schon in der Römerzeit eine Siedlung, wie Funde römischer Inschriftsteine, Plastiken und Spolien belegen. Schon früh wurde hier Eisenbergbau betrieben. Die Gegend wurde im 9. Jahrhundert Salzburger Besitz. 1147 wird der Ortsname urkundlich erwähnt. Der Ort wurde jahrhundertelang von der Propstei beherrscht. 1480 bis 1490 war Wieting als Salzburger Besitz von den Ungarn besetzt, die das Dorf niederbrannten und den Einwohnern hohe Steuern auferlegten.
Im Zuge der Verwaltungsreformen wurde Wieting Hauptort der 1850 errichteten politischen Gemeinde Wieting. Seit der Gemeindestrukturreform von 1973 gehört der Ort zur Gemeinde Klein Sankt Paul.

## Bevölkerungsentwicklung
Für die Ortschaft ermittelte man folgende Einwohnerzahlen:
- 1869: 30 Häuser, 203 Einwohner[2]
- 1880: 28 Häuser, 197 Einwohner[3]
- 1890: 28 Häuser, 218 Einwohner[4]
- 1900: 27 Häuser, 219 Einwohner[5]
- 1910: 27 Häuser, 220 Einwohner[6]
- 1923: 28 Häuser, 200 Einwohner[7]
- 1934: 208 Einwohner[8]
- 1961: 33 Häuser, 222 Einwohner[9]
- 2001: 86 Gebäude (davon 72 mit Hauptwohnsitz) mit 144 Wohnungen; 278 Einwohner und 27 Nebenwohnsitzfälle; 131 Haushalte; 11 Arbeitsstätten, 11 land- und forstwirtschaftliche Betriebe[10]
- 2011: 85 Gebäude, 255 Einwohner, 124 Haushalte, 8 Arbeitsstätten[11]
- 2021: 116 Gebäude, 219 Einwohner, 103 Haushalte, 18 Arbeitsstätten[12] Die Siedlung auf der Weißbergeralm, die sonst zur Ortschaft Unterwietingberg gehörte, wurde zu diesem Zeitpunkt vorübergehend zur Ortschaft Wieting gezählt.[13]

## Kultur, Sehenswürdigkeiten

### Kirche und Propstei

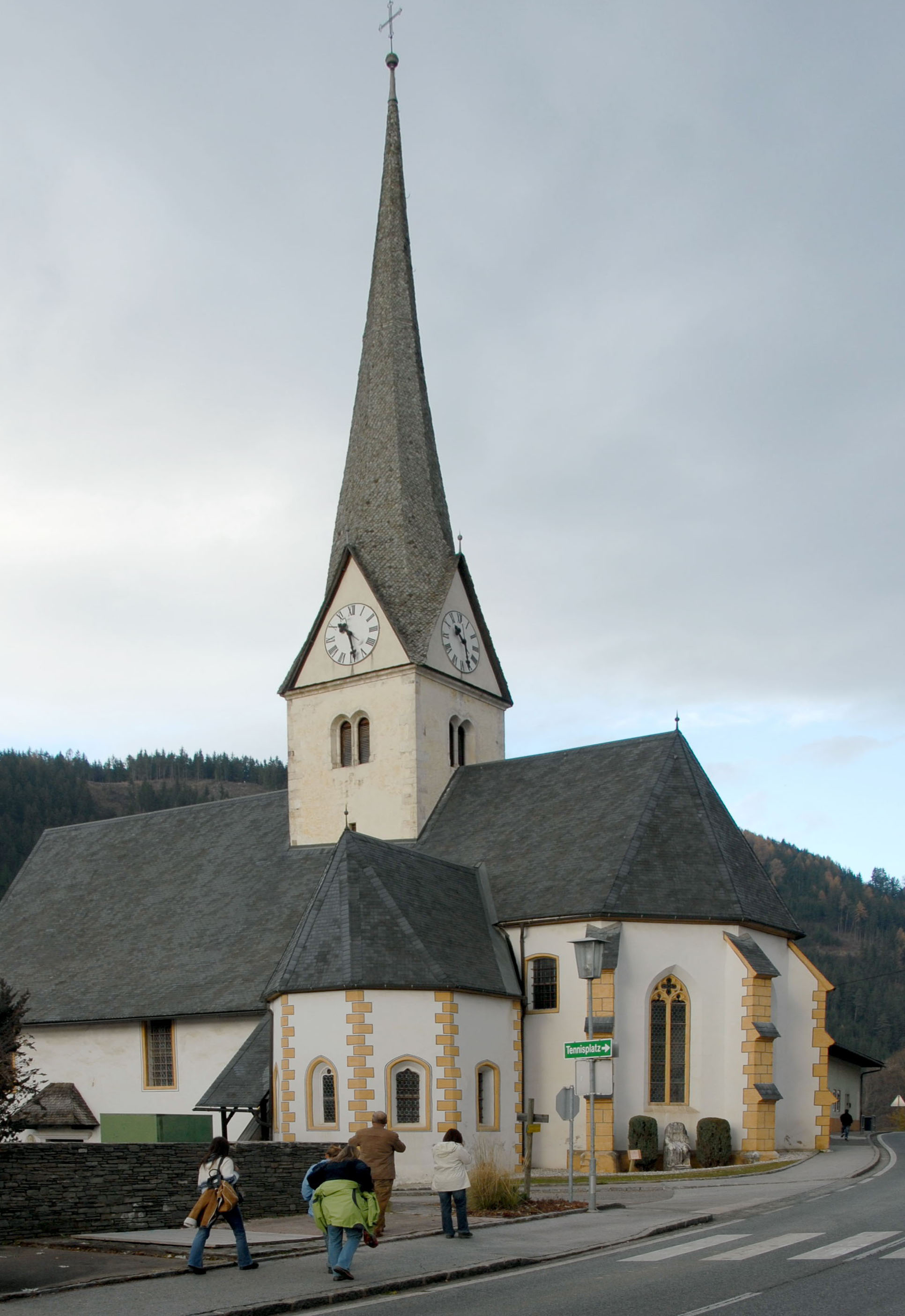
Pfarrkirche Wieting

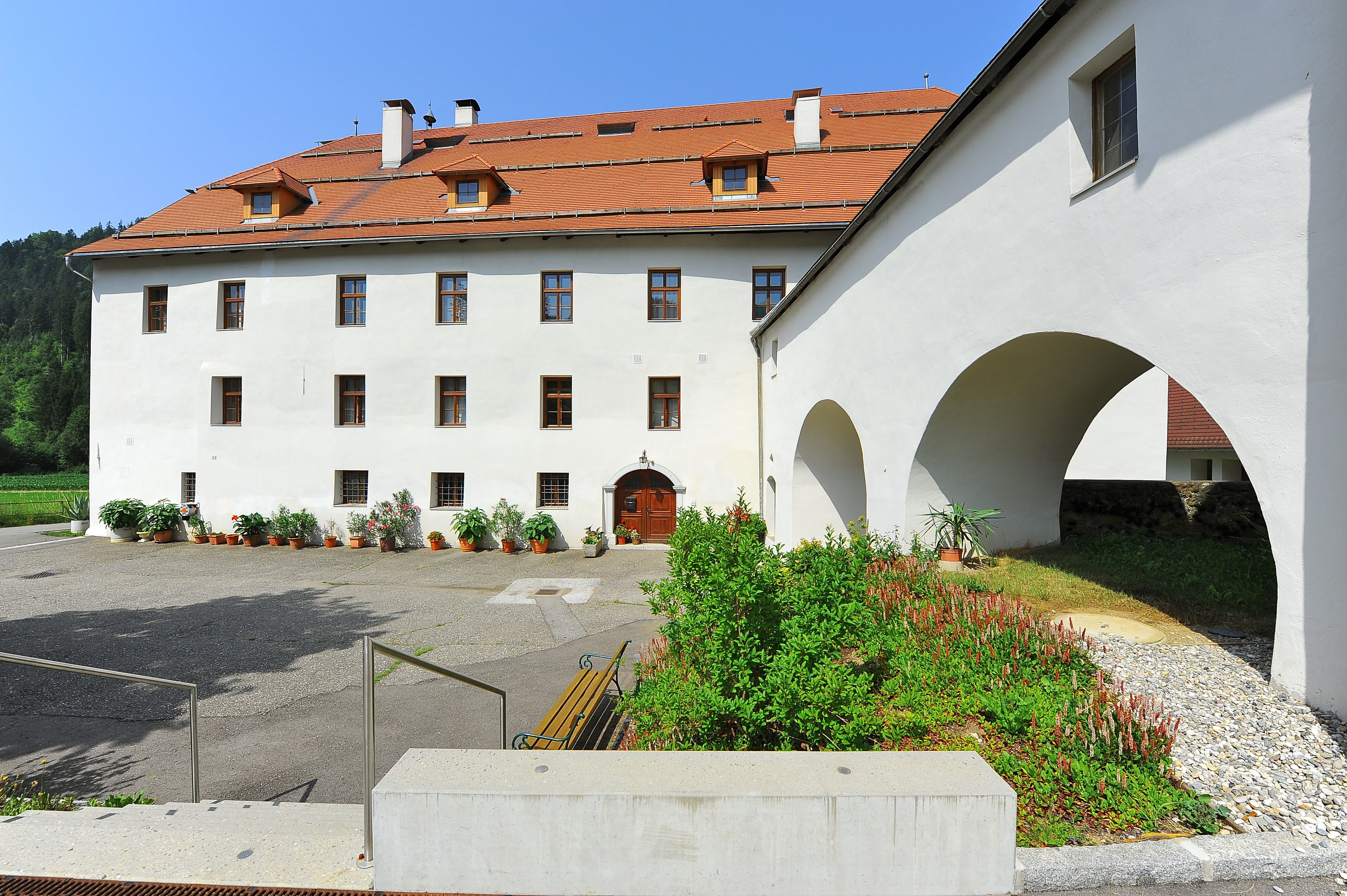
Propstei Wieting

Die erstmals 1180/1193 sowie 1200/1206 erwähnte, der heiligen Margareta von Antiochia geweihte katholische Pfarrkirche bildet zusammen mit der benachbarten Propstei das historische Ortszentrum Wietings. Der große Kirchenbau besitzt einen Vierungsturm sowie einen Kapellenanbau südlich des Chores und ist mit der westlich davon gelegenen Propstei durch einen gedeckten Gang verbunden. Auf dem Kirchplatz befindet sich eine römerzeitliche, kopflose Sitzstatue der Landesgöttin Isis Noreia.

### Erntedankfest
Das Wietinger Erntedankfest lockt alle zehn Jahre Hunderte Besucher aus ganz Österreich an und macht Wieting für diesen Tag zu einer Hochburg der ländlichen Kultur. Der Höhepunkt ist die Parade mit über 70 Wagen, die von den Vereinen, Betrieben und einzelnen Familien prachtvoll geschmückt werden. Zuletzt fand das Fest im September 2022 statt.